# フルーヒウ連隊

連隊の紋章。キリストの聖餐を表すペリカンとその子供たち。

フルーヒウ連隊（ウクライナ語: Глухівський полк）は、17世紀半ばに左岸ウクライナに置かれたウクライナ・コサックの連隊の一つ。コサック国家の軍事・行政単位。フルーヒウ連隊区とも。連隊庁所在地はフルーヒウ町（1663年－1665年）。連隊名はこの町に由来する。1663年にニージン連隊のフルーヒウ百人隊から新たな連隊として編成されたが、2年後に再びニージン連隊へ戻された。18世紀にコサックのヘーチマン、イヴァン・スコロパードシクィイは、6つの百人隊をもとにフルーヒウ連隊を再編成しようとしたが、ロシア政府の許可を得られず、断念した。